# Garreta matabelensis
Garreta matabelensis là một loài bọ cánh cứng trong họ Bọ hung (Scarabaeidae).